# Asambleas del Partido Republicano de 2012 en Wyoming
Las Asambleas del Partido Republicano de 2012 en Wyoming tuvieron lugar entre el domingo 11 de febrero y jueves 29 de febrero de 2012. Las convenciones de los condados se hicieron entre el 6 al 10 de marzo de 2012. Los resultados de las convenciones fueron entregados el 10 de marzo de 2012, el mismo día que se celebraron las asambleas de Guam, Kansas y Islas Vírgenes. Después de ganar las primarias de manera muy reñida con Santorum en febrero, Romney ganó las convenciones sin mayores problemas. Las Asambleas del Partido Republicano fueron una asambleas, con 29 delegados para elegir al candidato del partido Republicano para las elecciones presidenciales de Estados Unidos de 2012.  En el estado de Wyoming estaban en disputa 29 delegados.

## Elecciones

### Resultados
En las asambleas hechas entre el 11 a  29 de febrero, es la única fecha en el que los republicanos registrados pueden votar en las asambleas. El resultado de las asambleas fue el siguiente: